# Weitendorf (bij Brüel)
Weitendorf is een gemeente in de Duitse deelstaat Mecklenburg-Voor-Pommeren, en maakt deel uit van de Landkreis Ludwigslust-Parchim.
Weitendorf telt 377 inwoners. Weitendorf is een van de 13 gemeenten die samen het Amt Sternberger Seenlandschaft vormen.

## Beschrijving

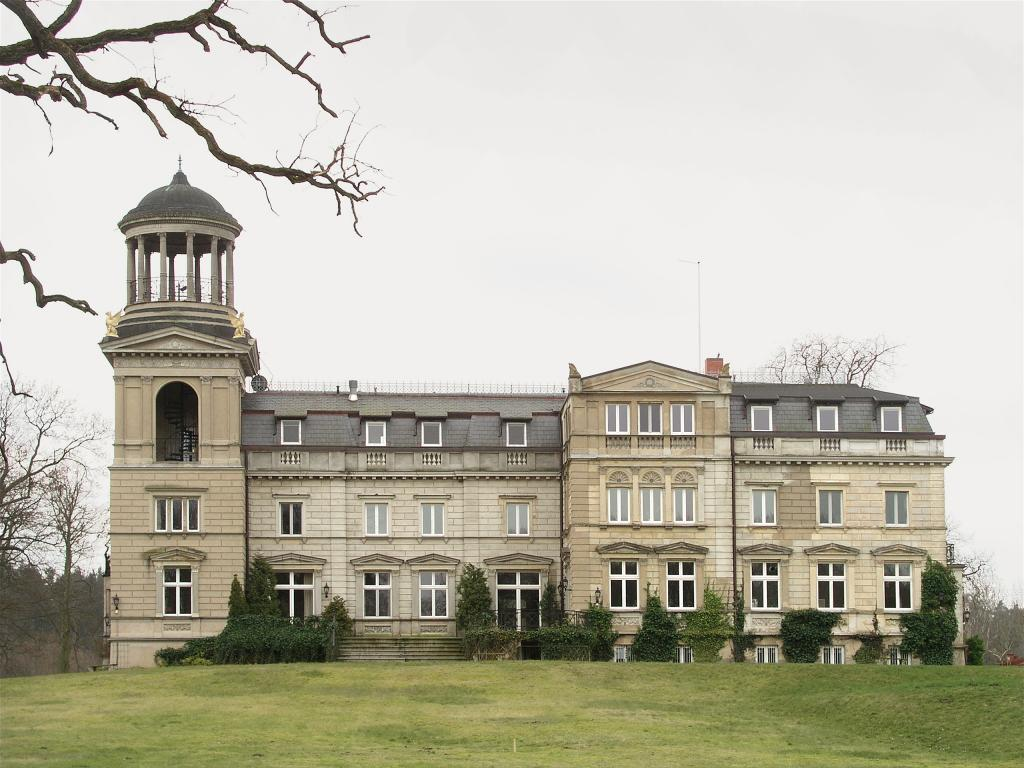
Het slot Kaarz

De gemeente Weitendorf ligt in het oerstroomdal van de rivier de Warnow, tussen de steden Sternberg en Brüel. De beek de Brueler Bach mondt bij Weitendorf in de Warnow. De zeer dunbevolkte gemeente bestaat naast het hoofddorp uit vier ortsteile:
- Jülchendorf met Jülchendorf Meierei
- Kaarz met het gelijknamige slot
- Schönlage en
- Sülten

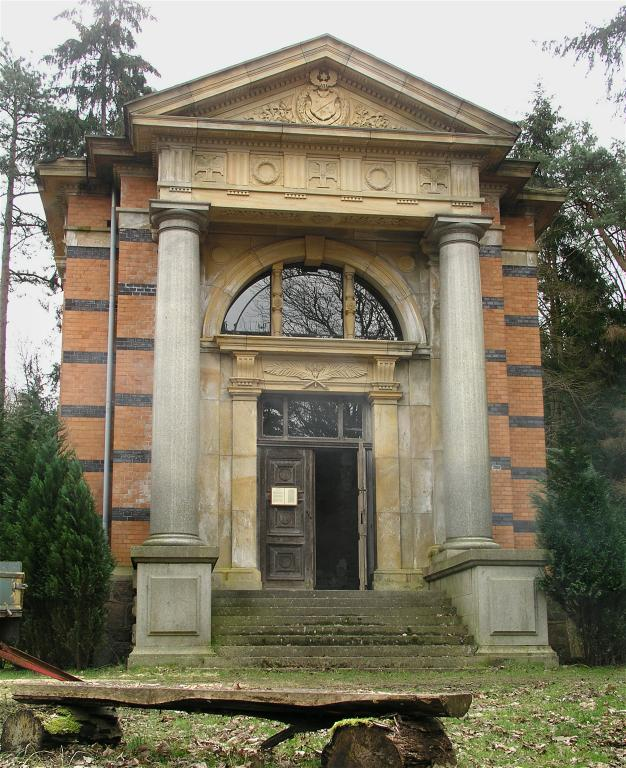
Mausoleum in het park van het slot Kaarz
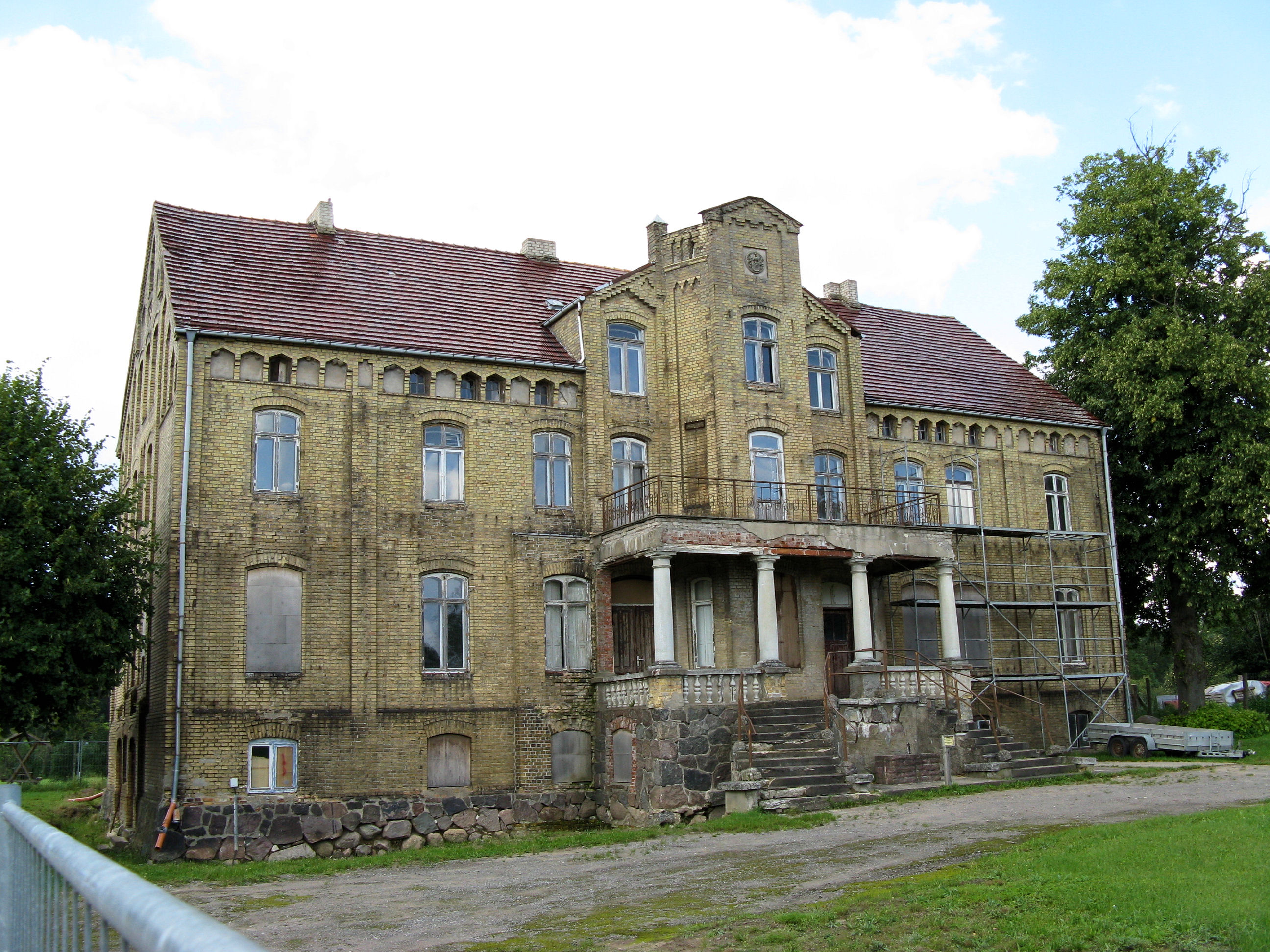
Gutshaus in Weitendorf
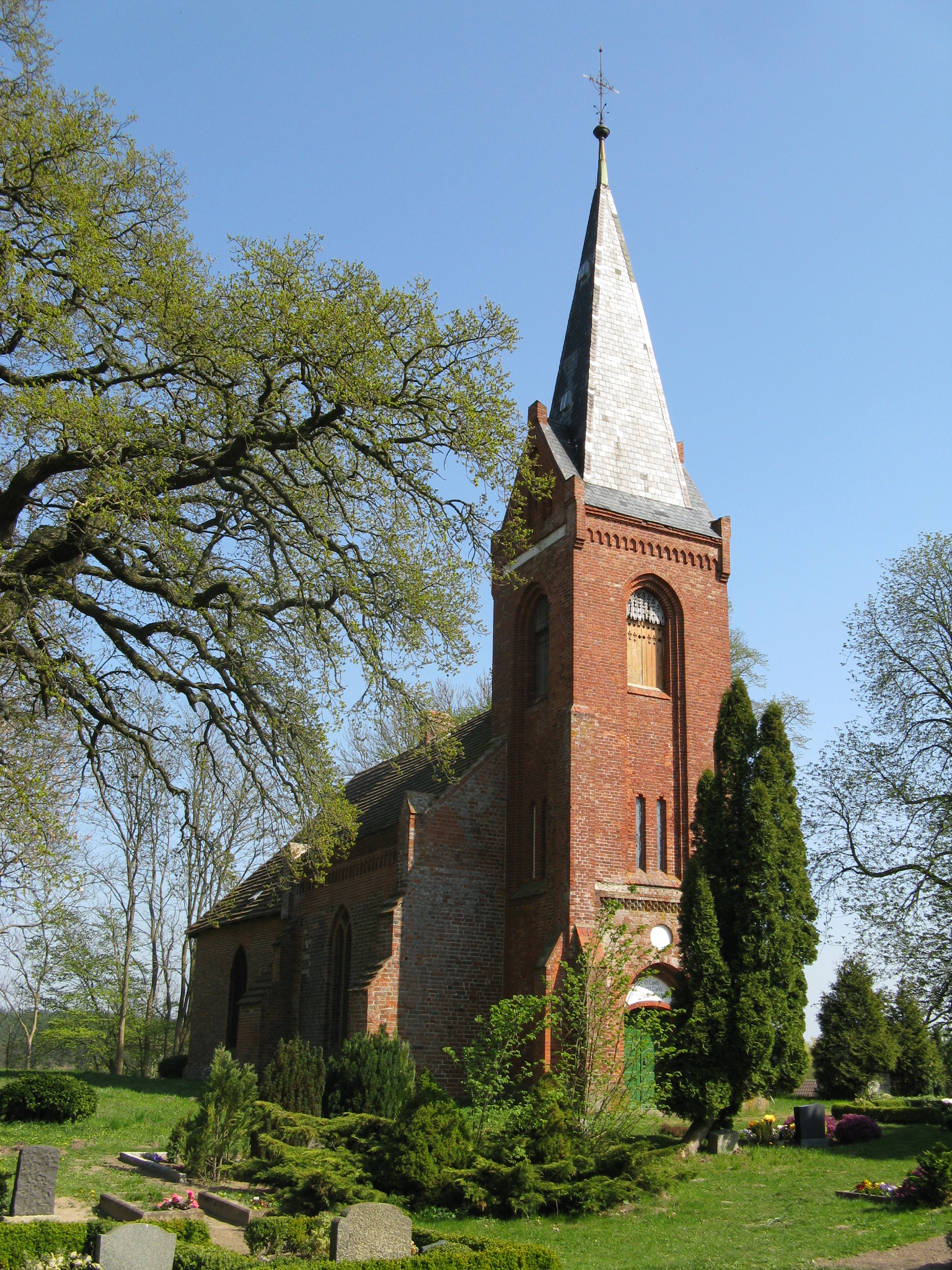
Dorpskerk in Sülten